# اوتی (سوم)
اوتی (به فرانسوی: Authie) یک کمون در فرانسه است که در canton of Acheux-en-Amiénois واقع شده‌است. اوتی ۹٫۹۳ کیلومتر مربع مساحت دارد ۹۰ متر بالاتر از سطح دریا واقع شده‌است.